# Димитриос Лундрас
непознато
Димитриос Лундрас (грч. Δημήτριος Λούνδρας; 4. септембра 1885 — 15. фебруар 1971) је био грчки гимнастичар и адмирал ратне морнарице, који је учествовао на првим Олимпијским играма 1896. у Атини.
Лундрас је учествовао у дисциплини разбоју екипно. Био је члан екипе Грчког етничког савеза, једне од две грчке екипе у овом такмичењу, која је освојила треће место и бронзану медаљу. Остао је забележен у историји олимпијских игара као најмлађи учесник. На дан његовог наступа на Играма у Атини имао је тачно 10 година и 218 дана.
Лундрас је био припадник Грчке ратне морнарице и учесник оба светска рата. Успео је да догура до чина адмирала.